# Sant'Angelo in Lizzola
Sant'Angelo in Lizzola là một comune (thành phố tự trị) trong tỉnh Pesaro e Urbino của miền Marche, nước Ý, khoảng 60 km về phía Tây Bắc của Ancona và 12 km Tây Nam của Pesaro. Tính đến ngày 31 tháng 12 năm2004, dân số là 7.617 và diện tích là 11.8 km².

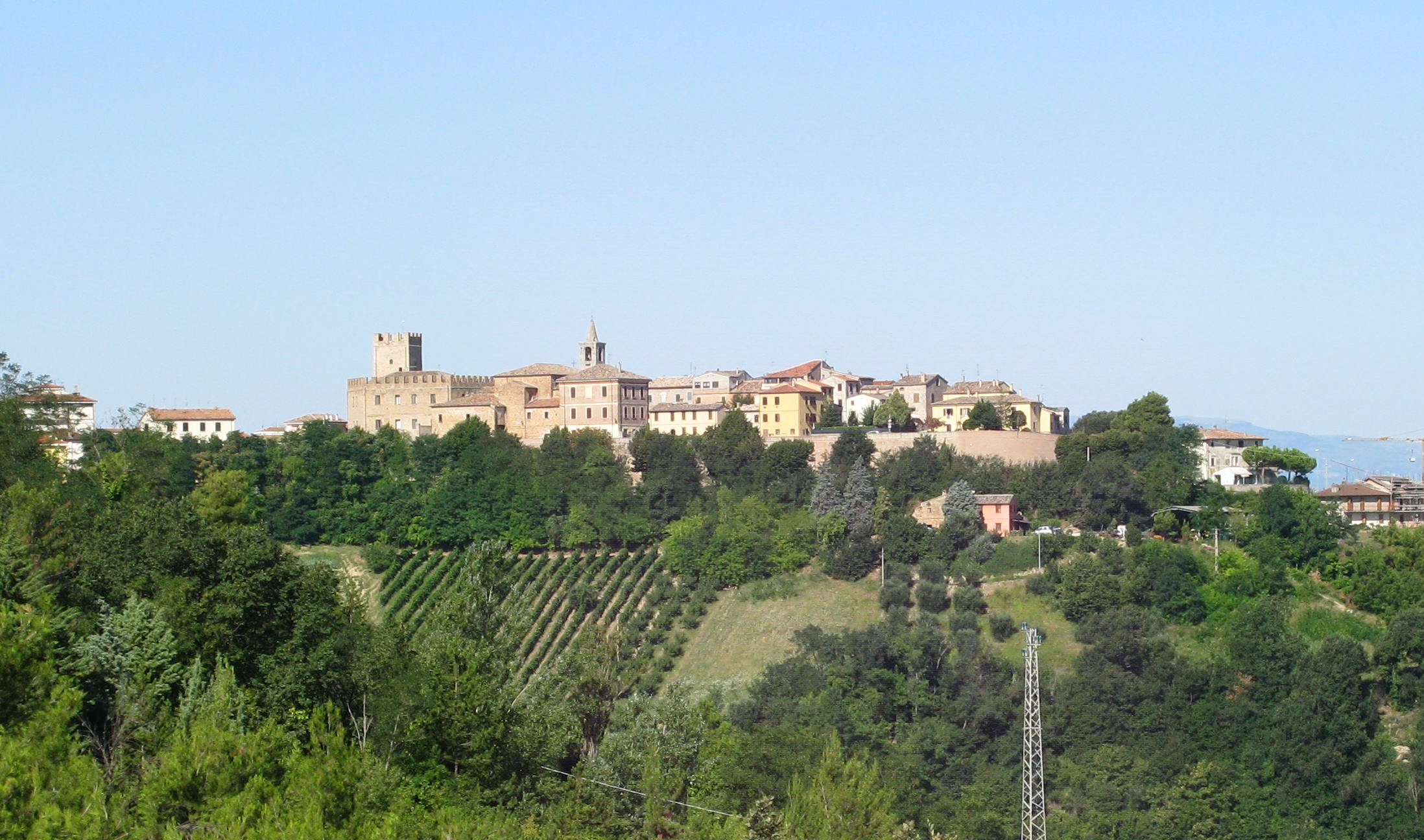
Sant'Angelo in Lizzola

Sant'Angelo in Lizzola giáp với các thành phố Colbordolo, Monteciccardo, Montegridolfo, Montelabbate, Pesaro, Tavullia.